# Goldbronzener Bodhisattva in nachdenklicher Haltung (Nationalschatz Südkoreas Nr. 78)

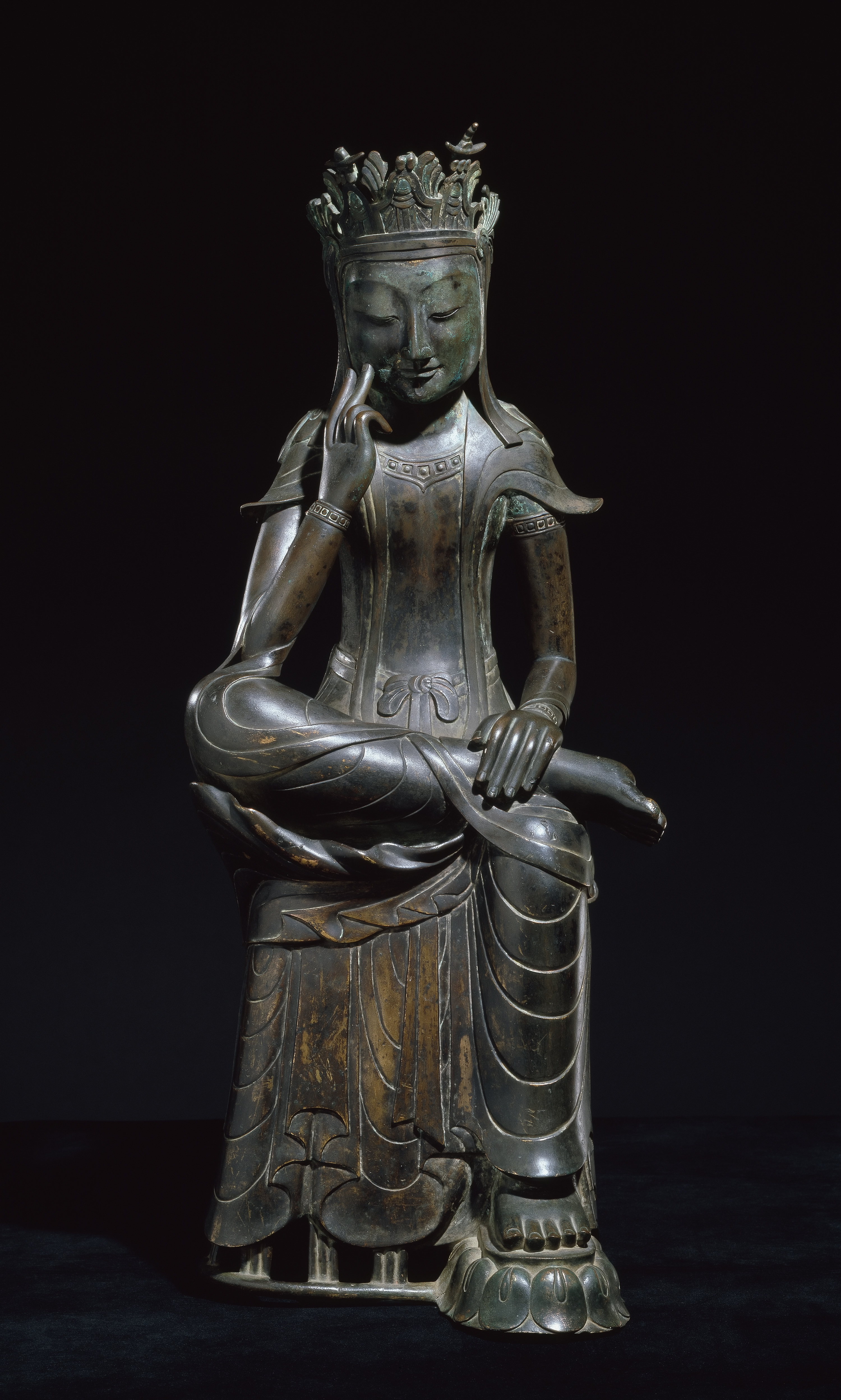
Frontalansicht, die auch den wuchtigen Lotossockel sowie die nicht ganz durch das Gewand verhangenen Streben des Sockels erkennen lässt.

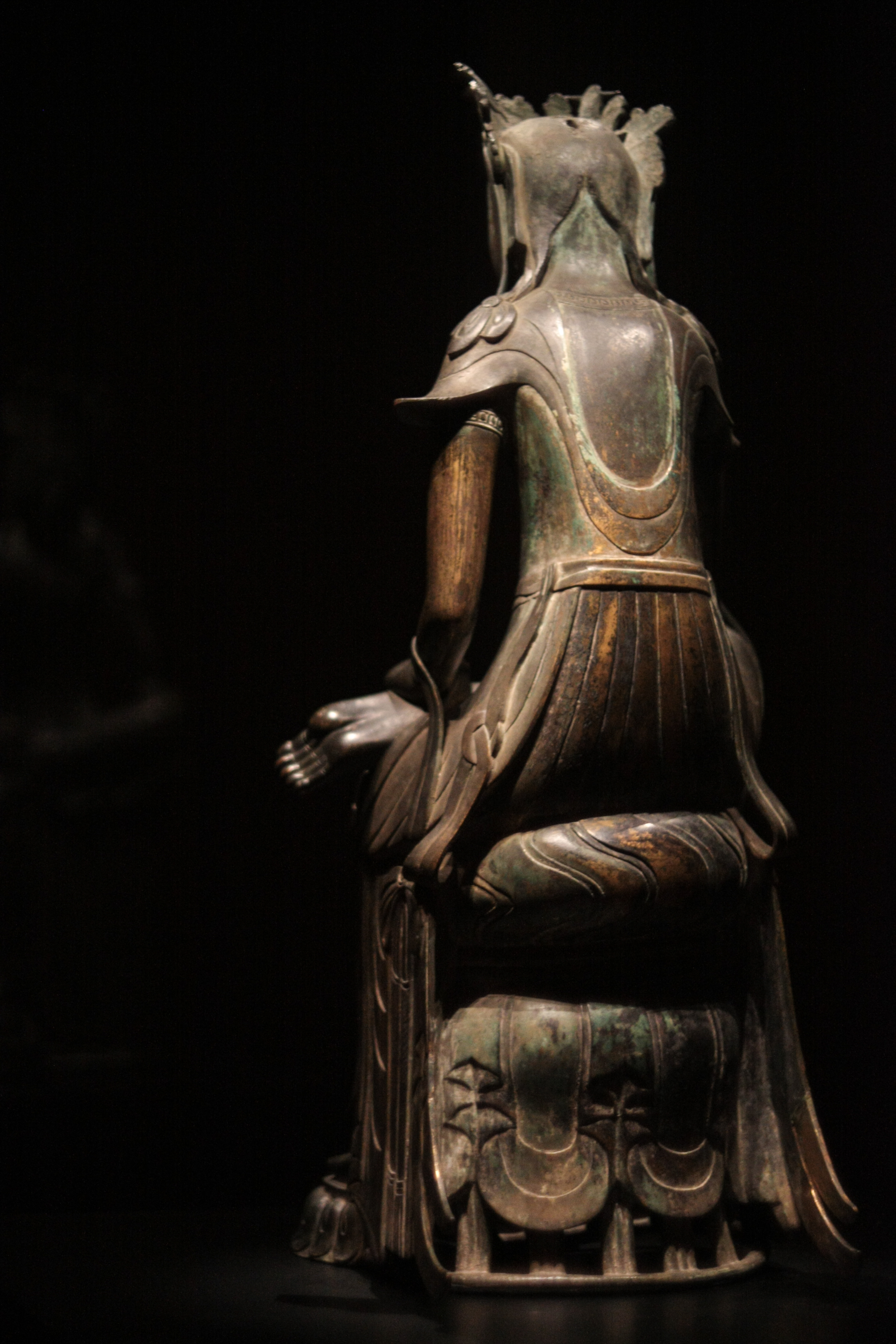
Rückansicht. Die hochwertige Verarbeitung der Skulptur auch im hinteren Bereich, lässt vermuten, dass die Figur zur allseitigen Betrachtung aufgestellt war.

Der südkoreanische Nationalschatz Nr. 78 ist eine vergoldete bronzene Skulptur eines Bodhisattva in nachdenklicher Haltung. Sie trägt keinen individuellen Namen und wird deshalb als bangasang (반가상, Skulptur mit halbgekreuzten Beinen) oder bangasayusang (반가사유상, Skulptur mit halbgekreuzten Beinen in nachdenklicher Pose) bezeichnet. Diese allgemeine Bezeichnungen verweist jedoch auf verschiedene Darstellungen buddhistischer Kultbilder in nachdenklicher Pose. In der Sekundärliteratur trifft man häufig auf die interpretierende Bezeichnung geumdong mireuk bosal banga(sayu)sang (금동미륵보살반가(사유)상, Goldbronzene Skulptur des Bodhisattva Maitreya mit halbgekreuzten Beinen in nachdenklicher Pose). Die Interpretation vieler Skulpturen in nachdenklicher Haltung ist wegen fehlender eindeutiger Attribute und bezeichnender Inschriften unklar und wird auch bei diesem Stück kontrovers diskutiert. Das dem Namen vorangestellte geumdong (금동) verweist auf die verwendeten Arbeitsmaterialien: Gold und Bronze. 

## Material und Technik
Die Skulptur besteht aus Bronze und ist an der Oberfläche vergoldet. Da Bronze als sehr wertvoll erachtet wurde und auch teuer war, wurden das Material wegen seiner hohen Wertschätzung zwar bevorzugt zum Guss von Kultbildern verwendet, aber zur Materialersparnis hohl und nicht massiv gegossen. Zum Einsatz kam die Technik der verlorenen Form, bei der die Skulptur mit einer sehr geringen Wandstärke gegossen werden konnte. Die gute Beherrschung der Technik zeigt sich in der geringen Wandstärke der Skulptur und dem Vorhandensein nur weniger auffälliger Gussfehler. Die Oberfläche der Figur wurde mit der Technik der Feuervergoldung veredelt. 

## Erhaltungszustand
Insgesamt ist die Skulptur sehr gut erhalten und auch qualitativ sehr hochwertig gearbeitet. Größere Blasenbildungen beim Guss entstanden nur am oberen rechten Handgelenk der Figur sowie an der oberen rechten Kniespitze. Die oberflächliche Feuervergoldung ist zum größten Teil abgetragen und nur noch in Spuren insbesondere an den geschützteren Bereichen erhalten, wie beispielsweise in den Gewandfalten, aber auch an der Rückseite der Skulptur. Die gesamte Oberfläche ist mit einer feinen Patina überzogen, die mit ihrer grünlichen Färbung einen farblichen Kontrast zu den nicht patinierten Teilen der Oberfläche bildet. Die Patina ist weitgehend ebenmäßig und weist nur an wenigen Stellen deutliche Ausblühungen auf, wie beispielsweise in der linken Gesichtshälfte. Die Skulptur weist des Weiteren kleinere Materialverluste durch Abbrüche auf, besonders im Mittelteil der filigran gearbeiteten Krone. Außerdem sind zwei plastisch ausgearbeitete Gewandschweife im hinteren Teil der Skulptur verloren gegangen. Diese wurden jedoch im Gegensatz zu den Kronenteilen bei einer Restaurierung wiederhergestellt.

## Objektbeschreibung
Die Skulptur ist etwa 83,2 cm hoch. Sie zeigt einen jungen Mann mit hohem, schlankem Körper und sanften Gesichtszügen mit halbgeschlossenen Augen, der eine aufwändig gearbeitete Krone, feinen Körperschmuck und ein komplex gearbeitetes, kunstvolles Gewand trägt. Er sitzt auf einem Podest, der durch sein langes Gewand fast vollständig bedeckt wird. Im unteren Bereich sind jedoch teils dreiteilige Streben erkennbar, die auf einem Standring enden, der die Skulptur trägt. Die Figur stellt den linken Fuß auf. Dieser wird von einem separaten, wuchtigen Lotossockel mit vollen Blütenblättern getragen. 

## Kleidung
Die Kleidung besteht aus zwei Teilen: einem langen, aber einfachen Beinkleid und einem langen, schalartigen Überwurf, der auf den Schultern aufliegt. Letzterer fällt nach hinten ab und lässt den oberen Rücken frei, ehe er mittig des Rückens zusammenläuft. Die vorn herabhängenden Enden des Überwurfes gehen in der Länge ins Beinkleid über. Das Beinkleid wiederum ist lang und bedeckt die Glieder der Figur bis zu den Fußgelenken. Auch ein großer Teil des Podestes wird bedeckt. Ergänzt wird die Kleidung durch Gürtel oder Schärpen, die diese halten. Um die Hüfte, zum Tragen des Beingewandes ist ein schmales Gürtelband gebunden, welches vor dem Bauch schleifenartig gebunden ist. An der Seite davon abgehende Bänder sind abschnittsweise üppig ornamentiert. Ein weiteres Schmuckband, welches in Schleifen gebunden ist, findet sich aber auch frontal über die Krone laufend und seitlich abfallend. Sie laufen nach der aufbauschenden Schleifenbindung über die Ohren der Figur nach unten. Weitere Schmuckbänder kommen als Bindung der Zöpfe der Figur vor. Sie werden vom Hinterkopf ausgehend in Richtung der Schultern geführt. Zudem trägt die Figur Schmuck in Form von Armbändern, Schmuckreifen an den Oberarmen, sowie eine Kette. Auf dem Kopf trägt sie die kunstvoll gearbeitete Krone mit Sonnen-Mond-Dekor und floralen Elementen. Die Armbänder sowie die Oberarm-Reife sind in gleicher Art gestaltet. Sie erscheinen als flaches, schmales Band mit einer einfach aufgereihten Reihe von Schmucksteinen gleicher Größe und gleichen Abstandes, die jeweils von einem schmalen Streifen des Reif-, beziehungsweise Armband-Materials umfangen und eingefasst sind. Die Schmucksteine selbst sind als verhältnismäßig flache, leicht konvexe Rechtecke mit abgerundeten Ecken gearbeitet. Diese Schmuckstücke erscheinen so dezent und ausgewogen und konkurrieren nicht mit der körperlichen Erscheinung der Figur oder der sehr aufwändig gearbeiteten Krone um die Aufmerksamkeit des Betrachters. Die Halskette ist in gleicher Manier gestaltet und reicht bis zur Mitte der Brust. Sie läuft in der Mitte nach unten hin spitz zu. Auffälligstes Accessoire der Figur ist ihre Krone. Trotz einiger Beschädigungen durch Abbrüche, lässt sich ihre ursprüngliche Form durch Betrachtung gut erschließen. Sie ist als Diadem gestaltet. Der zentrale Teil, eines der erwähnten Sonnen-Mond-Dekore, ist durch Abbruch beschädigt. Das Element wird jedoch je einmal links und rechts davon wiederholt. Je oberhalb der Ohren liegt ein Ring, durch den das oben erwähnte Stoffband gezogen und voluminös gerafft wurde, ehe es die Ohren bedeckend zu den Schultern abfällt. 

## Stil
Der koreanische Nationalschatz Nr. 78 ist prunkvoll gekleidet und reich geschmückt. Außerdem trägt er eine opulente, mit Juwelen besetzte Krone. Vergleicht man dieses Beispiel mit früheren Darstellungen nachdenklicher Bodhisattva aus China, so lässt sich der Stil auf den der Nördlichen Qi-Dynastie zurückverfolgen. Die Kleidung des Skulpturenstils der Nördlichen Qi drückt die Wertschätzung der Herrscher der Qi-Dynastie für das Westliche, Exotische und Fremde aus. Damit steht die Qi-Dynastie im deutlichen Gegensatz zur vorhergehenden Wei-Dynastie, in der ein großes Bestreben zur Sinisierung vorherrschte. Die Schmuckstücke – Kette, Armbänder und Oberarm-Reife – sowie die Zierbänder und Schals, die nicht nur an der Krone befestigt waren, sondern auch den Körper zierten, orientierten sich an den exotischen Gewändern Südasiens, die durch maritime Handelskontakte über Südostasien auch in China bekannt waren. Auch die Mode der chinesischen Hofkleidung der Chen- und Liang-Dynastien dienten als Vorbilder. Die Schmuckbänder, die seitlich an den Beingewändern vieler nachdenklicher Skulpturen befestigt sind, lassen sich auf die Kleidung von Prinzen und anderen Höflingen der oben genannten Dynastien zurückführen. Im Suishu 隨書, der Geschichte der Sui-Dynastie sind diese Kleidungsstücke, ihre Accessoires und deren Farben jeweils aufgelistet. Sie stimmen zu einem großen Teil mit der Gestaltung und Bemalung von Figuren aus dem Longxingsi überein, die diesem Stück als Vorbild dienten. Nicht zuletzt zeigt die Krone des Nationalschatzes Nr. 78 persische Einflüsse, wie zum Beispiel die dreiteiligen Applikationen, von denen eine mittig und zwei weitere paarig darum angeordnet sind. Diese Kronen tauchen seit dem dritten Jahrhundert regelmäßig in Persien auf und waren zuerst Darstellungen von Herrschern und Prinzen zugeordnet. Bald darauf wurden sie in die buddhistische Kunst übernommen und gelangten als Kopfschmuckdarstellung gemeinsam mit der Religion nach Ostasien. Auch das Dekorelement der Sonnen-Mond-Kombination hat seinen Ursprung nicht in Ost-, sondern in Zentralasien. Die künstlerische Darstellung der beiden Gestirne als Schmuckelement wurde schon bald Maitreya zugeordnet und war somit fast ein Dekor mit attributartigen Charakter. Auch in der Krone der hier besprochenen Skulptur tritt es in dreifacher Ausführung auf. Der Stil der Nördlichen Qi, der durch den koreanischen Nationalschatz Nr. 78 repräsentiert wird, zeichnet sich durch eine starke Abstraktion der Gewanddarstellung aus. Die Falten sind flach, parallel und stilisiert. Besonders deutlich zeigt sich die Abstraktion und Flächigkeit, wo das Gewand vor dem Sitzmöbel herabfällt oder vor dem Knie des aufgestellten Beines. Die Falten sind nicht plastisch ausgearbeitet, sondern durch Vertiefungen im Material gezeichnet. Das enge Anliegen des Stoffes an Körper und Sitzmöbel der Skulpturen spiegelt neben der Verwendung eines feineren Stoffes auch eine Überspitzung des Stils des nassen Gewandes wider. Dieser erfuhr ab der Mitte des sechsten Jahrhunderts eine neue Blütezeit. 

## Historische Kontextualisierung und Vergleichsobjekte
Nach einer Phase relativ einfach ausgestatteter Darstellungen nachdenklicher Bodhisattva, die in Korea in der ersten Hälfte des siebten Jahrhunderts gefertigt wurden, kamen allmählich aufwändig gekleidete und reich geschmückte Bodhisattva in Mode. Diese folgten, wie zuvor erwähnt, einem anderen stilistischen Vorbild. Der Hortfund vom Longxingsi 隆興寺 in der chinesischen Provinz Shandong 山東 aus dem Jahre 1996 brachte zahlreiche Beispiele buddhistischer Plastik, darunter auch zwei nachdenkliche Bodhisattva zutage. Diese zeigen vergleichbare Charakteristika wie das hier besprochene Stück. Auf Grund der relativen Nähe des Königreiches Paekche zur Shandong-Halbinsel war der Waren- und Kulturaustausch zwischen diesen beiden Regionen lebhaft. Während im nördlicheren Teil Chinas, insbesondere der Provinz Hebei, kleine Votivstelen mit nachdenklichen Maitreya vorherrschten, gab es in Shandong größere, einzeln stehende Skulpturen dieses Typs. Diese waren wahrscheinlich die Vorbilder der ebenfalls großen und vollplastischen Kultbilder der koreanischen Halbinsel und Japans. Allgemein wurden die Bodhisattva immer reicher und prunkvoller bekleidet und geschmückt dargestellt. Diese Tendenz, de sich ab der nördlichen Qi-Dynastien und ihrem Skulpturenstil abzeichnete, setzte sich von da an in den nachfolgenden chinesischen Dynastien, sowie auch Japan und Korea fort. 